# Sepioteuthis sepioidea
Sepioteuthis sepioidea är en bläckfiskart som först beskrevs av Henri Marie Ducrotay de Blainville 1823.  Sepioteuthis sepioidea ingår i släktet Sepioteuthis och familjen kalmarer. Inga underarter finns listade i Catalogue of Life.